# Sägnen om herr Måns

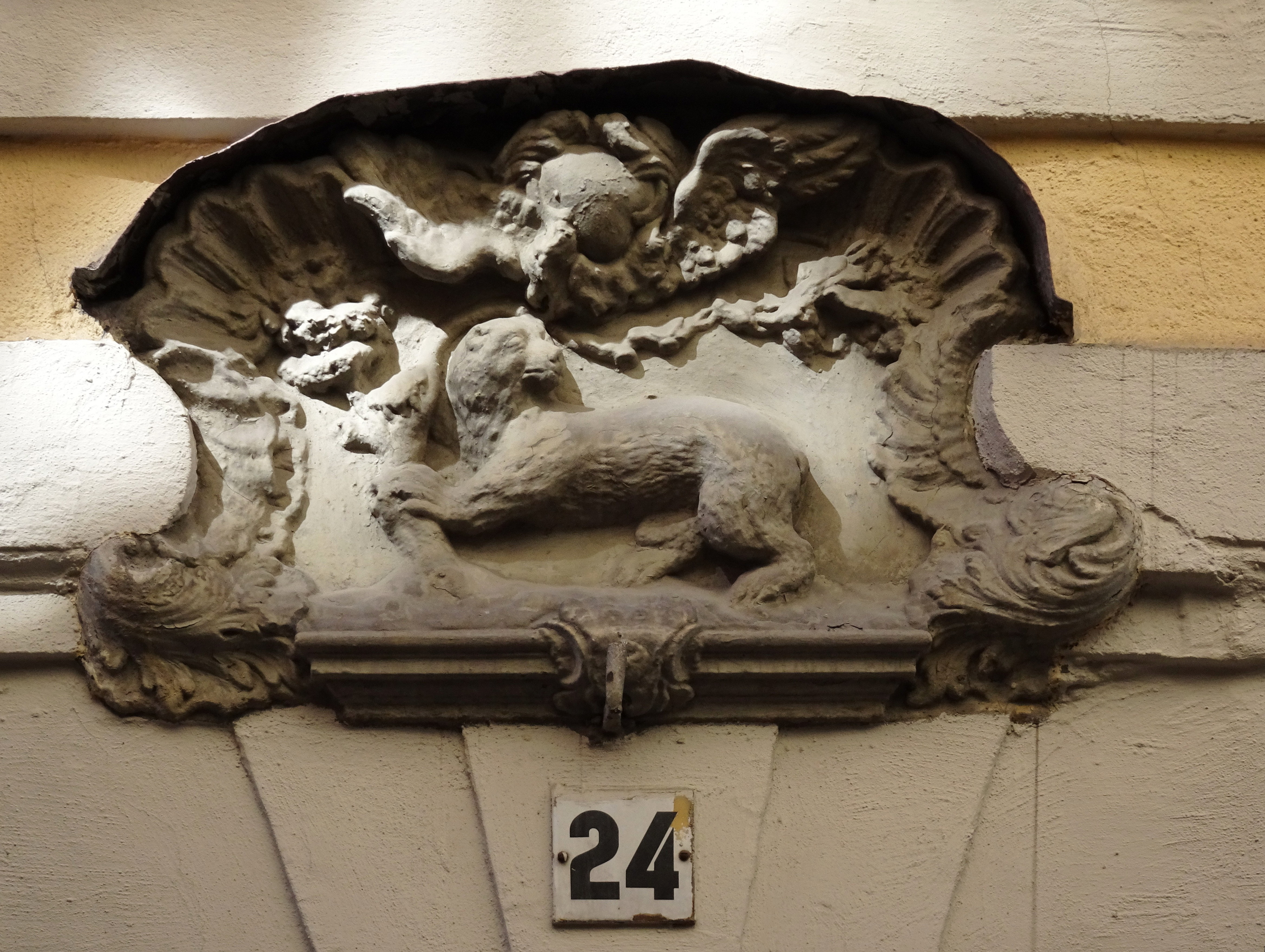
Relief över södra porten, Västerlånggatan 24A.

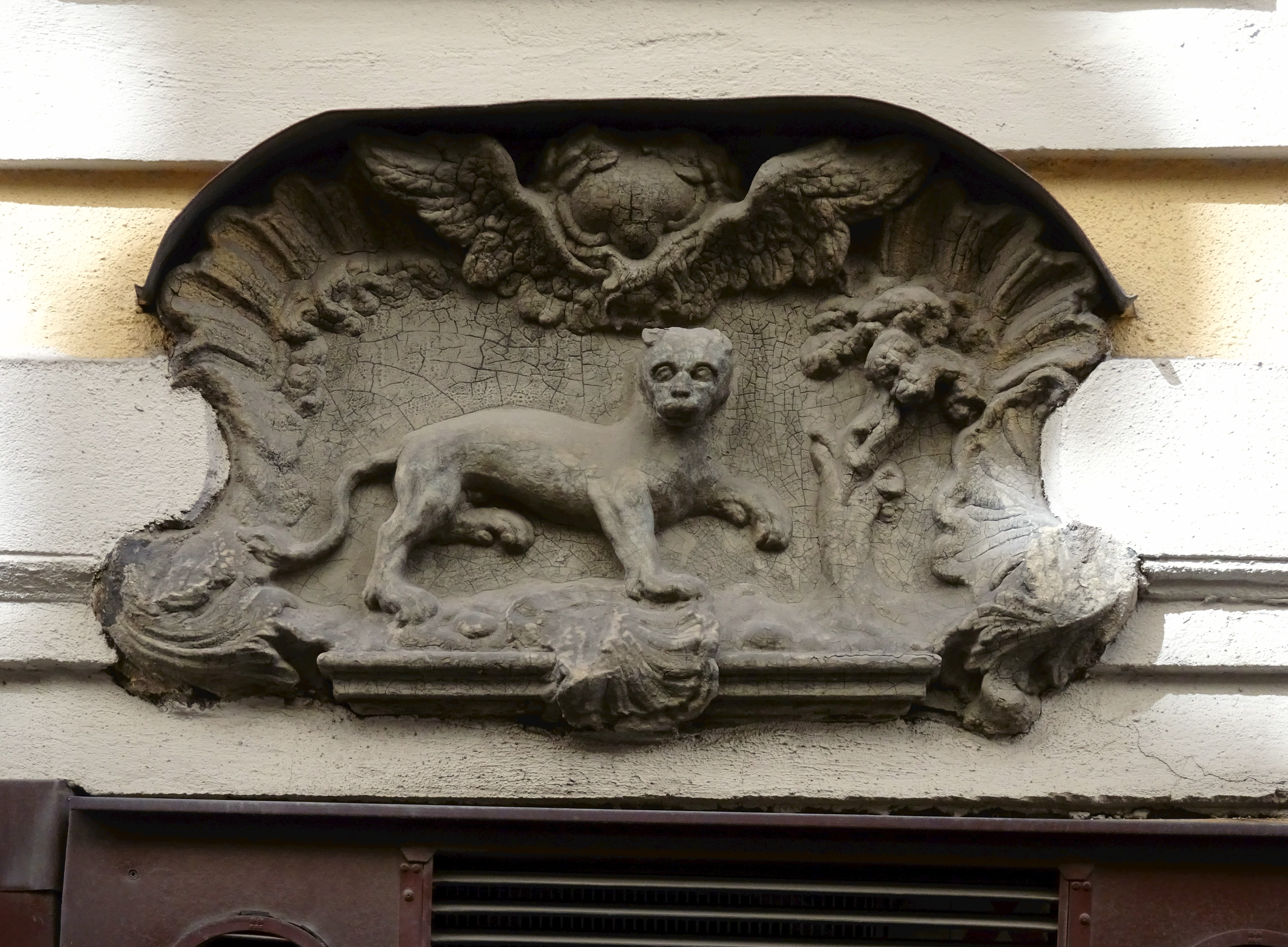
Relief över norra porten, Västerlånggatan 24.

Sägnen om herr Måns är en folklig förklaring till två stenreliefer över portarna till Västerlånggatan 24 och 24A i Gamla stan, Stockholm.

## Bakgrund
Över norra och södra porten till Västerlånggatan 24 finns var sin fantasieggande relief i sten. 1744 lät skinnaren Nicolaus Björck som bodde på adressen sätta upp två yrkesskyltar på var sida om Gåsgränds valv mot Västerlånggatan. De båda kattliknande djuren, huggna i sten, föreställde troligtvis mårdar och är ett gammalt skinnhandlaremblem.
Enligt folktron föreställer stenreliefen ovanför portarna en katt som hette Måns och som bodde i huset. Denne Måns var egentligen en människa i kattgestalt som klöste ihjäl en man i desperation. Under flykten efter dådet förvandlades Måns till en katt, just då han passerade genom porten.

## Sägnen enligt Strindberg och Lundin
August Strindberg och Claes Lundin har gett sägnen litterär form. Ett svenskt skepp på hemväg hade under tre dagar varit fast i stiltje. Styrmannen kastade då ett mynt i havet, som öppnade sig, och en dam kom upp ur havet på en trappa. Hon frågade efter befälet. Styrman följde med nedför trapporna till ett palats. Där gavs han ett brev som han skulle ta till Västerlånggatan 24 och fråga efter herr Måns. Det var det första han måste göra när han kom iland. Skeppen fick vind i seglen och efter fem dagar var man i Stockholm. Icke desto mindre måste man kasta loss genast. Därför fick ärendet vänta. 
På Västerlånggatan 24 återfanns en storvuxen katt som tjänsteflickorna kallade herr Måns. En vacker dag steg styrmannen in med brevet till en herr Måns. Katten steg fram och talade, läste brevet och grät. Därpå sade han att styrmannen borde hållit sitt löfte och klöste ihjäl honom. Därefter rusade katten ut, men stannade på blecket ovanför porten och förvandlades till sten. Ingen kunde tyda brevet eftersom det var skrivet på ett obegripligt språk.